# Disiliciure de thorium
Le disiliciure de thorium, ou simplement siliciure de thorium, est un composé chimique de formule ThSi2. Il se présente sous la forme d'un solide noir cristallisé dans le système hexagonal selon le groupe d'espace P6/mmm (no 191), semblable à celui du diborure d'aluminium. Il existe également au-dessus de 1 300 °C un polymorphe haute température tétragonal avec le groupe d'espace I41/amd (no 141),,. D'autres siliciures de thorium existent, tels que le monosiliciure de thorium ThSi, disiliciure de trithorium Th3Si2, le pentasiliciure de trithorium Th3Si5 et le Th6Si11.
Le disiliciure de thorium a été obtenu en 1905 en faisant réagir du dioxyde de thorium avec du silicium dans un arc électrique et en 1907 par Otto Hönigschmid à partir des corps purs à 1 000 °C en présence d'aluminium comme solvant.